# Jason Holland
Jason Ryan Holland (* 30. April 1976 in Morinville, Alberta) ist ein ehemaliger deutsch-kanadischer Eishockeyspieler, der im Verlauf seiner aktiven Karriere zwischen 1992 und 2012 unter anderem 391 Spiele für den ERC Ingolstadt und die DEG Metro Stars in der Deutschen Eishockey Liga (DEL) auf der Position des Verteidigers bestritten hat. Darüber hinaus absolvierte Holland weitere 82 Partien für die New York Islanders, Buffalo Sabres und Los Angeles Kings in der National Hockey League (NHL).

## Karriere
Jason Holland begann seine Karriere bei den Kamloops Blazers in der kanadischen Juniorenliga Western Hockey League (WHL) und wurde schließlich während des NHL Entry Draft 1994 von den New York Islanders aus der National Hockey League (NHL) in der zweiten Runde an 38. Stelle ausgewählt. Sowohl im Jahr 1994 als auch 1995 gewann der Verteidiger mit den Blazers die WHL-Meisterschaft in Form des President’s Cups sowie den Memorial Cup, die Meisterschaft der Dachorganisation Canadian Hockey League (CHL).
Der Kanadier blieb noch bis 1996 als Juniorenspieler bei den Blazers, bevor er vor der Saison 1996/97 seinen ersten Profivertrag bei den Islanders unterschrieb. Die meisten Spiele absolvierte der Kanadier jedoch für das Farmteam der Islanders, den Kentucky Thoroughblades, in der American Hockey League (AHL). In der Spielzeit 1997/98 spielte der Rechtsschütze achtmal für die Islanders, wurde jedoch während der Saison zusammen mit Paul Kruse zu den Buffalo Sabres transferiert, die im Gegenzug Jason Dawe nach New York schickten. Bei den Sabres kam der Abwehrspieler schließlich auf weitere 13 NHL-Spiele, wurde aber meist in der AHL bei den Rochester Americans eingesetzt. Ab der Spielzeit 2001/02 stand Holland bei den Los Angeles Kings unter Vertrag und konnte in der Saison 2003/04 erstmals eine komplette NHL-Spielzeit bestreiten. Während des Lockouts in der Spielzeit 2004/05 spielte Holland für kurze Zeit in Italien beim HC Alleghe, bevor er in die Organisation der Kings zurückkehrte und für deren AHL-Kooperationspartner Manchester Monarchs auflief.
Zur Saison 2005/06 unterschrieb Holland einen Vertrag beim ERC Ingolstadt aus der Deutschen Eishockey Liga (DEL). In der Folgezeit stand er vier Jahre bei den Ingolstädtern im Kader, ehe er im Sommer 2009 zum Ligakonkurrenten DEG Metro Stars wechselte. Nach weiteren drei Jahren in der DEL beendete der 36-Jährige im Sommer 2012 seine aktive Karriere.

### International
Im Jahr 1996 wurde Holland in den Kader der kanadischen U20-Nationalmannschaft berufen, mit der er die Junioren-Weltmeisterschaft 1996 im US-amerikanischen Boston gewann. In sechs Turnierspielen steuerte der Verteidiger zwei Treffer und eine Vorlage zum Titelgewinn bei. Da sein Großvater viele Jahre in Nürnberg lebte und die deutsche Staatsangehörigkeit besaß, erhielt Jason Holland im Jahr 2006 ebenfalls einen deutschen Pass. Im Rahmen des Deutschland Cup 2007 wurde er erstmals in den Kader der deutschen Nationalmannschaft berufen, nachdem er beim Deutschland Cup 2006 noch mit der kanadischen Auswahl am Miniturnier teilgenommen hatte.
Im Verlauf der Weltmeisterschaft 2008 wurde nach dem 4:2-Sieg gegen die Slowakei bekannt, dass Jason Holland beim Turnier für die deutsche Nationalmannschaft nicht spielberechtigt war. Zwölf Jahre zuvor hatte er 1996 an der Junioren-Weltmeisterschaft für Kanada teilgenommen. Daher hätte er vier statt wie in seinem Fall nur drei Jahre in Folge in Deutschland als Spieler aktiv sein müssen. Holland wurde mit sofortiger Wirkung vom Turnier ausgeschlossen. Die vorherigen Ergebnisse der deutschen Nationalmannschaft wurden dennoch in einer außerordentlichen Sitzung der Turnierleitung bestätigt.

## Erfolge und Auszeichnungen
| - 1994 President’s-Cup-Gewinn mit den Kamloops Blazers - 1994 Memorial-Cup-Gewinn mit den Kamloops Blazers - 1995 President’s-Cup-Gewinn mit den Kamloops Blazers - 1995 Memorial-Cup-Gewinn mit den Kamloops Blazers | - 1997 AHL All-Rookie Team - 2001 Teilnahme am AHL All-Star Classic - 2007 Teilnahme am DEL All-Star Game |

### International
- 1996 Goldmedaille bei der Junioren-Weltmeisterschaft

## Karrierestatistik

### International
| Vertrat Kanada bei: - Junioren-Weltmeisterschaft 1996 | Vertrat Deutschland bei: - Weltmeisterschaft 2008 |

(Legende zur Spielerstatistik: Sp oder GP = absolvierte Spiele; T oder G = erzielte Tore; V oder A = erzielte Assists; Pkt oder Pts = erzielte Scorerpunkte; SM oder PIM = erhaltene Strafminuten; +/− = Plus/Minus-Bilanz; PP = erzielte Überzahltore; SH = erzielte Unterzahltore; GW = erzielte Siegtore; 1 Play-downs/Relegation; Kursiv: Statistik nicht vollständig)